# Les XX

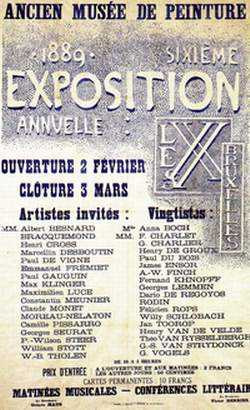
Manifesto del Cercle Artistique Les Vingt a Bruxelles (1889)

Les XX fu un gruppo di venti artisti belgi (pittori, scultori, designer). Nacque a Bruxelles nel 1884, quando, analogamente a ciò che accadeva a Parigi  con il Salon degli Artisti Indipendenti, gli artisti belgi rifiutati dall'esposizione ufficiale inaugurarono il Salon dei XX. Il gruppo si formò sulle ceneri di un precedente sodalizio di artisti, nato a Bruxelles nel 1875, col nome La Chrysalide, ed esauritosi nel 1881.
Promotori del nuovo gruppo d'avanguardia furono Octave Maus e Théo van Rysselberghe. Il gruppo organizzava esposizioni annuali a cui erano invitati anche importanti artisti stranieri come Camille Pissarro, Claude Monet e Georges Seurat e ben presto il Salon divenne un'occasione d'incontro delle diverse tendenze di avanguardia internazionali. Gli artisti del gruppo svolsero un'intensa attività di promozione delle nuove tendenze dell'arte, accogliendo anche musicisti e letterati. Voce del gruppo fu la rivista L'Art Moderne.
Dopo una prima e generale tendenza verso il neoimpressionismo francese gli artisti del gruppo guardarono all'opera di Odilon Redon, ai preraffaelliti inglesi (la posizione geografica del Belgio ha fatto sì che il paese abbia sempre risentito dell'influsso inglese e francese), e a Gustave Moreau. I maggiori artisti militanti nel gruppo furono il giovane Henry van de Velde, Fernand Khnopff, George Minne, James Ensor, Théo van Rysselberghe, Jan Toorop, Anna Boch e Félicien Rops.